# Тит Ливий
Тит Ли́вий (лат. Titus Livius; 59 год до н. э., Патавий — 17 год н. э.) — древнеримский историк, автор частично сохранившейся «Истории от основания города» (Ab Urbe condĭta). Начав составлять «Историю» около 30 года до н. э., Ливий работал над ней до конца жизни и описал события от мифического прибытия Энея из Трои на Апеннинский полуостров до 9 года до н. э. Сочинение состояло из 142 книг (соответствуют современным главам), но сохранились лишь книги 1—10 и 21—45 (описывают события до 292 года до н. э. и с 218 до 167 года до н. э.), небольшие фрагменты других книг, а также периохи — краткие пересказы содержания. 
Ливий писал ярким и живым латинским языком, мастерски применял художественные приёмы, удачно выстраивал повествование, но не утруждал себя самостоятельными исследованиями, некритически пересказывал свои источники и не всегда разрешал противоречия между ними (однако отмечают его атеистичный подход). На его исторические и религиозные воззрения отчасти повлияли идеи историков-предшественников (прежде всего, труды Саллюстия) и стоическая философия. Ливий был первым римским историком, не занимавшим никаких государственных должностей и, несмотря на близкое знакомство с императором Октавианом Августом, мог свободно выражать свои политические взгляды.
Ливий завоевал славу крупнейшего римского историка ещё в античную эпоху и удерживал её до XIX века, когда оценка его сочинения была пересмотрена ввиду серьёзных недостатков в работе с источниками и увлечённости автора стилистической отделкой в ущерб точности.

## Биография
О жизни самого Тита Ливия известно немногое. Отчасти это связано с тем, что в сохранившихся книгах его сочинения историк очень редко говорил лично о себе. В последних книгах, которые описывали современные события, автобиографическая информация могла присутствовать, но они не сохранились. Очень мало биографической информации сообщают о Ливии другие римские авторы, включая и поклонников его творчества. Как и большинство римских писателей, Тит Ливий происходил не из Рима: известно, что он родился в Патавии (современная Падуя) — одном из богатейших городов Апеннинского полуострова после Рима. Эта часть Италии севернее реки По (Транспадания) окончательно получила права римского гражданства лишь в 49 году до н. э. при поддержке Гая Юлия Цезаря, хотя к тому времени местное население уже было романизировано. В годы гражданских войн в родном городе историка доминировали республиканские симпатии. Дату рождения Ливия обычно относят к 59 году до н. э. Позднеантичный хронист Иероним Стридонский сообщает о Ливии два противоречивых факта: по его сведениям, он родился в 59 году до н. э., но был ровесником Марка Валерия Мессалы Корвина, который родился пятью годами ранее. По мнению историка Рональда Сайма, рождение Ливия следует относить к 64 году до н. э.: он считает, что Иероним ошибочно прочёл в своём источнике «консульство [Гая Юлия] Цезаря и Бибула» (Caesare et Bibulo — 59 год до н. э.) вместо «консульство [Луция Юлия] Цезаря и Фигула» (Caesare et Figulo — 64 год до н. э.). Впрочем, могла произойти и противоположная ошибка: как замечает британский историк, Иероним нередко ошибался в датах.
Скорее всего, Ливий происходил из состоятельной семьи. В надписи, которая, возможно, была надгробием историка, упоминается имя его отца — Гай. Тит Ливий, вероятно, получил образование в родном городе, поскольку внутренние конфликты 50-х и гражданские войны 40-х годов до н. э. препятствовали получению образования у лучших риторов в Риме и делали проблематичными учебные путешествия в Грецию. Свидетельств прохождения им военной службы нет. Плутарх упоминает, что живший в Патавии авгур (гадатель по птицам) Гай Корнелий, якобы сообщивший о победе Цезаря в битве при Фарсале до прихода новостей о ней, был знакомым (др.-греч. γνώριμος) Ливия. Скорее всего, Ливий перебрался в Рим вскоре после окончания гражданских войн (впрочем, Г. С. Кнабе полагает, что историк прибыл в столицу уже около 38 года до н. э.). Неизвестно, чем Ливий занимался в Риме: он никогда не занимал никаких должностей, однако мог позволить себе жизнь в столице и заниматься историей. Г. С. Кнабе предполагает, что средства к существованию ему обеспечило унаследованное состояние, которое удалось сохранить от экспроприаций. Рональд Меллор называет его первым профессиональным историком в Риме, поскольку с начала 20-х годов до н. э. он посвятил занятию историей всю жизнь. Славу он снискал ещё при жизни, и на публичных чтениях его сочинений — новинке эпохи Августа — всегда было многолюдно. Плиний Младший упоминает о жителе Гадеса (современный Кадис в Испании), приплывшем в Рим только для того, чтобы посмотреть на историка. «История» не была первым сочинением Тита Ливия: он писал и небольшие работы философского характера (о сочинениях в форме диалогов и трактатов упоминает Сенека), но они не сохранились. Предполагается, что в них Ливий выступал с позиций философов-стоиков, адаптировавших учение Новой Стои к современности.
В столице Ливий познакомился с Октавианом Августом. Вероятно, их знакомство произошло благодаря образованности Ливия: первый император выступал активным покровителем наук и искусств. Тацит даже называет их отношения дружбой. Известно о совете Ливия будущему императору Клавдию заниматься историей. Тот внял его рекомендации, и Светоний рассказывает о довольно крупных по объёму исторических сочинениях императора. Кроме того, в сохранившихся фрагментах речей Клавдия обнаруживаются некоторые черты сходства с «Историей» Ливия. За наставничество над Клавдием Ливия могли вознаградить. Поскольку в годы знакомства Ливия и Августа Клавдий жил в Палатинском дворце, историк наверняка был знаком со всей семьёй императора. Несмотря на близость к императору и популярность, Тит Ливий не был «придворным историографом». Благодаря Тациту известно, что взгляды историка и императора на противостояние Цезаря (приёмного отца Октавиана) и Гнея Помпея не совпадали. Нет и известий о связях Ливия с Меценатом, главным покровителем литературных талантов своего времени и ближайшим другом императора. Отношение Ливия к политике самого Августа неясно (см. раздел «Политические взгляды Ливия»).
Всего Ливий работал около 40 лет и не остановился, даже когда прославился на всю империю. По словам Плиния Старшего, «он уже достаточно приобрёл себе славы и мог бы покончить, если бы мятежный дух его не находил пищи в труде». По свидетельству Иеронима Стридонского, Ливий умер в родном Патавии в 17 году н. э. Эта дата является традиционной. Рональд Сайм, предполагая ошибку Иеронима на пять лет, предлагает в качестве даты смерти 12 год н. э. Майкл Грант допускает, что историк мог умереть в 7 году н. э. О семье Ливия известно немного: есть сведения, что двое его сыновей также занимались литературной деятельностью (по другой версии, его старший сын умер ещё в детстве), а дочь вышла замуж за ритора Луция Магия. Квинтилиан упоминает о письме Ливия к сыну, в котором историк советует ориентироваться на стиль Демосфена и Цицерона. В Средние века в Падуе было обнаружено надгробие, которое могло указывать на могилу Ливия. В нём упоминались Тит Ливий, сын Гая, и его жена Кассия Прима, дочь Секста.

## «История от основания города»

### Структура. Название
Важнейшее сочинение Ливия — «История от основания города» в 142 книгах. Его объём очень велик: по современным подсчётам, если бы до наших дней сохранилось всё произведение, оно насчитывало бы около восьми тысяч печатных страниц и двух миллионов слов. Однако полностью или почти целиком сохранилось всего 35 книг (подробнее о сохранности сочинений Ливия см. ниже). Книги сгруппированы по десять в декады (от др.-греч. δέκα [deka] — десять), а также по пять в полудекады, или пентады (от др.-греч. πέντε [pente] — пять). В начале каждой декады или полудекады обычно, но не всегда, помещалось специальное введение. Впрочем, точно неизвестно, ввёл ли это деление сам автор или оно появилось позднее. Кроме того, по периодам прослеживается частичный отход Ливия от деления на пяти- и десятикнижия при описании истории поздней республики. Сильно меняется и детализация труда: первая книга охватывает больше 250 лет, а некоторые из последних книг описывают события одного года в нескольких книгах. В качестве возможных объяснений предлагаются версии о различной степени подробности источников и осознание историком большего интереса к недавним событиям. Распространено предположение, что изначально Ливий планировал довести повествование до 43 года до н. э., что составило бы 120 книг. По другой версии, гипотеза о возможном окончании «Истории» 43 годом до н. э. отвечает лишь соображениям структуры — делению на декады и пентады, но такая хронология была невыгодной ни для Ливия, ни для Октавиана, и потому допускается, что в изначальные планы Ливия входило описание событий вплоть до окончания гражданских войн в 30 году до н. э. или до 27 года до н. э. Слова Плиния Старшего (см. выше) рассматриваются как дополнительное свидетельство в пользу более скромного изначального замысла. Кроме того, последние 22 книги выбиваются из изначального деления на 5 и 10 книг. Если предположение о первоначальном плане в 120 книг справедливо, работа должна была демонстрировать разительный контраст эпохи гражданских войн со славным прошлым. Расширение Ливием изначального замысла в этом случае рассматривается как попытка показать возрождение Рима в правление Августа. Допускается, что Ливий мог планировать написать 150 книг, и сочинение, таким образом, осталось незавершённым. Причинами незавершённости работы называются смерть Ливия, серьёзная болезнь, вынудившая его отказаться от занятий историей, а также осознанное желание не описывать политизированные события современности.
Общепринятое название работы «История от основания города» является условным, поскольку настоящее заглавие неизвестно. Сам Ливий называет своё сочинение «Летописью» (лат. Annales), что, впрочем, может быть лишь характеристикой, а не названием. Плиний Старший называет работу Ливия «Историей» (лат. Historiae — историческое сочинение в нескольких книгах). Название «Ab urbe condita libri» (Книги от основания города) встречается лишь в поздних рукописях. Возможно, оно заимствовано из приписки «Книга [номер] Тита Ливия от основания города закончена» в конце каждой книги в манускриптах. Книги 109—116 иногда упоминаются как «книги о гражданской войне» (Belli civilis libri). По предположению Г. С. Кнабе, сочинение историка могло вообще не иметь названия.

### Датировка
О времени начала работы над «Историей» существуют различные мнения. Традиционно считается, что Ливий начал работать над своим важнейшим сочинением не ранее 27 года до н. э., что связывается с версией о составлении первой книги между 27 и 25 годами до н. э. Предпосылки для датировки следующие: историк упоминает третье закрытие ворот храма Януса (29 год до н. э.), что символизировало окончание всех войн, но не упоминает четвёртое (25 год до н. э.); кроме того, он называет императора Августом, а этот титул он принял 16 января 27 года до н. э. Впрочем, использование термина Augustus не обязательно обозначает именно титул Октавиана (оно может быть лишь эпитетом). В 1940 году Жан Байе (фр. Jean Bayet) предположил, что все фрагменты «Истории», в которых упоминается Август, являются более поздними вставками, сделанными, вероятно, после первого издания начальных книг «Истории». Впоследствии гипотезу развил Торри Джеймс Льюс (англ. Torrey James Luce). Согласно его точке зрения, по крайней мере одна из возможных вставок, упоминающая Августа, прямо противоречит основному тексту Ливия и потому наверняка добавлена позднее. Предложенные им аргументы признаются убедительными. Из-за этих предположений возможна существенно более ранняя датировка «Истории» — до 31 года до н. э. или даже началом 30-х годов до н. э. Тем не менее, прямых подтверждений существования двух редакций первых книг нет. В 2000 году Пол Бёртон предложил новый аргумент в пользу ранней датировки — упоминание в первой книге реконструкции Большой клоаки Агриппой: по мнению исследователя, Ливий имел в виду ещё незавершённую работу, что позволило ему датировать первую книгу сочинения между 33 и 31 годами до н. э. Свидетельство пришедшего к схожим выводам Жана Байе он, впрочем, отверг. По мнению австрийского историка Вальтера Шайделя, особенности описания результатов цензов в книге 3 и в периохе книги 59 указывают на создание этих книг вскоре после переписей Августа в 28 и 8 годах до н. э. соответственно. Косвенным аргументом в поддержку своей гипотезы исследователь считает равномерность создания книг Ливия — около трёх в год; в противном случае Ливий должен был работать над сочинением с неравномерной скоростью. Несмотря на попытки удревнить «Историю» Ливия, широко распространена традиционная версия о начале работы над ней в 20-е годы до н. э., а самой ранней датировкой предисловия считается 28 год до н. э.
Третья декада традиционно датируется между 24 и 14 годами до н. э.: в 28-й книге упоминается победа над испанцами. Впрочем, неясно, какую из двух войн подразумевал Ливий — победу Агриппы над кантабрами (19 год до н. э.) или кампанию Августа 27—25 годов до н. э. Книга 59 была написана после 18 года до н. э.: упоминается закон этого года (впрочем, текст этой книги утерян, и соответствующая информация содержится лишь в периохе). Книги, рассказывавшие о жизни Гнея Помпея Магна, были написаны ещё при жизни Августа: Тацит сохранил рассказ, что император нашёл их предвзятыми в пользу этого военачальника и даже называл Ливия помпеянцем. Книга 121, если верить примечанию к периохе, появилась уже после смерти Августа.